# 李邺嗣
李邺嗣（1622年—1680年），本名李文胤，鄞县（今浙江宁波）人。明末清初学者。

## 生平
天启二年（1622）壬戌四月二日生，十六岁为诸生，入清，毕生以复明为志。顺治五年，李棡抗清被謝三賓告密，被逮下狱，李鄴嗣被牽連下獄，後經萬泰救出。同年七月又下狱，不久被释，仍暗中为忠义奔波。黄宗羲之弟黄宗炎被捕下狱，李邺嗣与冯道济顷家财将之救出。张苍水遇害，与万斯大等为之营葬。康熙十五年万斯同撰成《历代史表》，李邺嗣为之序。康熙十七年（1678），举荐博学鸿词科，以死力辞，次年万斯同北上修史，李邺嗣不以为然。曾与黄宗羲共事，整理明朝遗留文献，共同校对《古文雅》。擅长写诗，曾参与诗社，凡作序、撰状、纪事等均以请李邺嗣为文而荣。亦重视方志文献的修编考订。康熙十九年（1680）庚申十一月八日卒。

## 家族
先祖李茂生。父李棡。
有子李暾。

## 著作
- 《续世说》
- 《杲堂诗钞》
- 《杲堂文钞》
- 《诗文内集》
- 《汉语》
- 《续汉语》
- 《甬上耆旧诗》